# Walter Rudolf Enneccerus
Walter Rudolf Enneccerus (* 21. November 1911 in Trier; † 3. August 1971 in Troisdorf) war ein deutscher Offizier und Schlachtflieger der Luftwaffe im Zweiten Weltkrieg sowie Brigadegeneral der Luftwaffe der Bundeswehr.

## Militärische Laufbahn
Beförderungen
- 2. März 1934 Leutnant
- 1. Oktober 1935 Oberleutnant
- 1. Januar 1939 Hauptmann
- 28. Juli 1940 Major
- 1. Oktober 1943 Oberstleutnant
- 1. September 1957 Oberst
- 1. Oktober 1963 Brigadegeneral

### Vorkriegsjahre
Enneccerus trat am 1. April 1930 in die noch geheim betriebene Luftwaffe der Reichswehr ein. Da eine militärische Ausbildung zum Flugzeugführer noch nicht möglich war, erfolgte diese bei der zivilen Deutschen Verkehrsfliegerschule in Schleißheim sowie von April bis September 1931 in der geheimen Fliegerschule und Erprobungsstätte der Reichswehr in Lipezk (Sowjetunion). Anschließend absolvierte Ennecerus von Oktober bis Dezember 1931 eine Rekrutenausbildung im 12. Infanterie-Regiment sowie eine anschließende Fernsprecherausbildung bei der Nachrichtenabteilung 3 in Potsdam. Danach agierte Enneccerus von April bis September 1932 als Fernsprechtruppführer bei der Nachrichtenabteilung 6 in Hannover sowie später von Februar bis August 1934 dort als Kompanie- und Rekrutenoffizier. Während dieser Zeit besuchte er von Oktober 1932 bis Mai 1933 die Infanterieschule in Dresden sowie von Juni 1933 bis Januar 1934 die Artillerieschule in Jüterbog. Im September 1934 diente Enneccerus als Kompanie- und Rekrutenoffizier beim Nachrichtenausbildungskommando Jüterbog und kam im Oktober des gleichen Jahres zur Nachrichten- und Versuchsabteilung nach Halle. Nach der Enttarnung der deutschen Luftwaffe trat Enneccerus am 1. Januar 1935 dieser bei und fungierte dort bis März 1936 als Lehrer und Adjutant in der Jagdfliegergruppe Schleißheim. Im März 1936 wechselte Enneccerus als Offizier zur besonderen Verwendung zum Sturzkampfgeschwader 165 nach Kitzingen über, wo er von November 1936 bis März 1939 Staffelkapitän der 4. Staffel in der dortigen II. Gruppe des Geschwaders war. Anschließend besuchte er von April bis Juni 1939 die Höhere Luftwaffenschule in Berlin-Gatow.

### Zweiter Weltkrieg
Im Juli 1939 stieß Enneccerus, mittlerweile im Range eines Hauptmanns, zum Sturzkampfgeschwader 77, welches durch Umbenennung des Sturzkampfgeschwaders 165 am 15. Mai 1939 hervorgegangen war und flog mit diesem beim Überfall auf Polen. Zum 15. Dezember 1939 wurde Hauptmann Walter Enneccerus Kommandeur der II./StG 2. Die Gruppe hatte allerdings nichts, wie Enneccerus betonte, mit dem gleichnamigen Sturzkampfgeschwader 2 Immelmann zu tun. Enneccerus führte die Gruppe unter anderem bei Angriffen auf die Maginot-Linie, Le Havre, La Rochelle, Dünkirchen und  bei der Panzerbekämpfung. Nach der Niederlage Frankreichs wurde Enneccerus, wie alle Gruppenkommandeure der Stukawaffe, für seine Leistungen im Polen- und Westfeldzug am 21. Juli 1940 mit dem Ritterkreuz des Eisernen Kreuzes ausgezeichnet und am 25. Juli 1940 vorzeitig zum Major befördert. Anschließend flog seine Gruppe bei der Luftschlacht um England, wo sie schwere Verluste erlitt. Im Dezember 1940 wurde die Gruppe, die seit Juli 1940 dem StG 3 unterstand, aus Frankreich abgezogen und nach Sizilien verlegt. Ab 13. Februar 1941 wurde die II./StG 2 im Afrikafeldzug eingesetzt, wo Enneccerus Gruppe unter dem StG 3 den Vormarsch von Rommel unterstützte. Ferner flog  Enneccerus Gruppe Angriffe auf den britischen Flugzeugträger Illustrious und versenkte den Kreuzer Southampton. Am 13. Januar 1942 wurde Enneccerus Gruppe in III./StG 3 umbenannt.  Am 18. Oktober 1941 gab Enneccerus die Führung über die Gruppe ab. Im April 1942 wechselte er als Dritter Generalstabsoffizier (Ic - Feindlage) in den Stab des Fliegerführers Afrika Otto Hoffmann von Waldau mit Sitz in Derna über. Im Mai 1942 wurde Enneccerus an die Ostfront als 1. Generalstabsoffizier (Ia - Einsatz) in den Luftgau Rostow abkommandiert, wo er bis zum 18. November 1942 verblieb. Am Folgetag kehrte Enneccerus als Kommodore zum Schlachtgeschwader 77 zurück, im welchen er bereits beim Überfall auf Polen eingesetzt war. Das Geschwader führte er anschließend bis Februar 1943 im Südabschnitt der Ostfront. Im April 1943 wechselte er zum IX. Fliegerkorps über, zunächst als Quartiermeister, später als 1. Generalstabsoffizier. Von März 1944 bis zum 20. Juli 1944 war Enneccerus Fliegerführer West bei der Luftflotte 3. Vom 29. Juli 1944 bis Ende August 1944 fungierte er sodann als Verbindungsoffizier bei der ungarischen Luftwaffe und von September bis 15. März 1945 in gleicher Funktion bei der Heeresgruppe Ostpreußen und Heeresgruppe Mitte. Am 9. Mai 1945 geriet Enneccerus in alliierte Kriegsgefangenschaft, aus der er bereits am 6. September des gleichen Jahres entlassen wurde.

### Nachkriegsjahre
Über Enneccerus Lebenslauf von 1945 bis zum Eintritt in die Bundeswehr am 11. Juli 1956 sind keine Einzelheiten bekannt. Nach der abgelegten Eignungsprüfung und Einweisung wurde Enneccerus am 15. August 1956 mit der Führung des Luftwaffenausbildungsregiments 1 beauftragt, das er bis Ende Januar 1957 als Kommandeur leitete. Danach hatte er von Februar bis April 1957 den Status eines Offiziers zur besonderen Verwendung im Bundesverteidigungsministeriums in Bonn inne, wo er eine Einweisung in das Kommando der Schulen der Luftwaffe auf dem Flugplatz Fürstenfeldbruck erhielt. Anschließend war er von Mai 1957 bis Dezember 1962 Ständiger Vertreter des Kommandeurs der Inspektion Ausbildungswesen der Luftwaffe. Danach agierte er bis Mai 1963 als Stellvertreter und Chef des Stabes bei der Inspektion des Ausbildungswesens der Luftwaffe in Fürstenfeldbruck. Von Juni 1963 bis zum 30. September 1967 war er Chef des Stabes des Luftwaffenamtes in Porz-Wahn. Am 1. Oktober 1967 wurde er aus gesundheitlichen Gründen in den einstweiligen Ruhestand versetzt. Enneccerus starb am 3. August 1971 nach längerer Krankheit in Troisdorf.